# Múte Bourup Egede
Múte Bourup Egede (Nuuk, Groenlândia, 11 de março de 1987) é um político groenlandês, que foi chefe do Governo Regional da Groenlândia (em groenlandês/gronelandês:  Naalakkersuisut siulittaasuat;  em dinamarquês:  Landsstyreformand), entre 2021 e 2025, e líder do partido Partido do Povo Inuíte (Inuit Ataqatigiit) desde 2018.

Nasceu em Nuuk, em 11 de março de 1987.
Foi deputado suplente do Parlamento da Groenlândia (Inatsisartut) em 2015.
É líder do Partido do Povo Inuíte (Inuit Ataqatigiit) desde 2018.
Foi Ministro dos Municípios, Localidades, Subúrbios, Infraestrutura e Habitação em 2017 e Ministro dos Recursos Naturais em 2018.
É Chefe do Governo Regional da Groenlândia (Naalakkersuisut) desde 2021.